# Liste der Stolpersteine in Bad Hönningen
Die Liste der Stolpersteine in Bad Hönningen enthält die Stolpersteine, die im Rahmen des gleichnamigen Kunst-Projekts von Gunter Demnig in Bad Hönningen verlegt wurden. Mit ihnen soll an die Opfer des Nationalsozialismus erinnert werden, die in Bad Hönningen lebten und wirkten. Die Verlegung durch Gunter Demnig erfolgte am 25. Juni 2024 und am 14. September 2024.

## Liste der Stolpersteine
| Name                   | Adresse                    | Bild | Inschrift                                                                                               | Verlegedatum  | Biografie und Anmerkungen |
| ---------------------- | -------------------------- | ---- | --- | ------------- | ------------------------- |
| Samson Jakobsohn       | Bischof-Stradmann-Straße 9 |      | Hier wohnte Samson Jakobsohn Jg. 1869 gedemütigt/entrechtet tot 7. Dez. 1939                            | 25. Juni 2024 |                           |
| Ernestine Jakobsohn    | Bischof-Stradmann-Straße 9 |      | Hier wohnte Ernestine Jakobsohn geb. Neumann Jg. 1865 deportiert 1942 Theresienstadt ermordet 16.8.1942 | 25. Juni 2024 |                           |
| Max Jakobsohn          | Bischof-Stradmann-Straße 9 |      | Hier wohnte Max Jakobsohn Jg. 1897 deportiert 1942 Auschwitz ermordet 31.7.1942                         | 25. Juni 2024 |                           |
| Hedwig Jakobsohn       | Bischof-Stradmann-Straße 9 |      | Hier wohnte Hedwig Jakobsohn geb. Goldschmitt Jg. 1906 deportiert 1942 Auschwitz ermordet 31.7.1942     | 25. Juni 2024 |                           |
| Helmut Jakobsohn       | Bischof-Stradmann-Straße 9 |      | Hier wohnte Helmut Jakobsohn Jg. 1931 deportiert 1942 Auschwitz ermordet 31.7.1942                      | 25. Juni 2024 |                           |
| Ilse Jakobsohn         | Bischof-Stradmann-Straße 9 |      | Hier wohnte Ilse Jakobsohn Jg. 1936 deportiert 1942 Auschwitz ermordet 31.7.1942                        | 25. Juni 2024 |                           |
| Wilhelm Isidor Heymann | Bischof-Stradmann-Straße 9 |      | Hier wohnte Wilhelm Isidor Heymann Jg. 1892 deportiert 1942 Auschwitz ermordet                          | 25. Juni 2024 |                           |
| Henriette Heymann      | Bischof-Stradmann-Straße 9 |      | Hier wohnte Henriette Heymann geb. Jakobsohn Jg. 1896 deportiert 1942 Auschwitz ermordet 31.7.1942      | 25. Juni 2024 |                           |
| Günther Heymann        | Bischof-Stradmann-Straße 9 |      | Hier wohnte Günther Heymann Jg. 1925 deportiert 1942 Auschwitz ermordet                                 | 25. Juni 2024 |                           |
| Regina Lazarus         | Hauptstraße 123            |      | Hier wohnte Regina Lazarus geb. Levy Jg. 1862 deportiert 1942 Theresienstadt ermordet 8.10.1942         | 14. Sep. 2024 |                           |
| Isidor Levy            | Hauptstraße 123            |      | Hier wohnte Isidor Levy Jg. 1889 deportiert 1942 Theresienstadt 1942 Treblinka ermordet                 | 14. Sep. 2024 |                           |
| Julia Levy             | Hauptstraße 123            |      | Hier wohnte Julia Levy Jg. 1877 gedemütigt/entrechtet tot 12. Mai 1941                                  | 14. Sep. 2024 |                           |
| Bernhard Bär           | Hauptstraße 143            |      | Hier wohnte Bernhard Bär Jg. 1907 Schicksal unbekannt                                                   | 14. Sep. 2024 |                           |
| Mathilde Bär           | Hauptstraße 143            |      | Hier wohnte Mathilde Bär geb. Kahn Jg. 1875 deportiert 1942 Theresienstadt ermordet                     | 14. Sep. 2024 |                           |
| Senta Mayer            | Hauptstraße 143            |      | Hier wohnte Senta Mayer geb. Bär Jg. 1911 Flucht USA                                                    | 14. Sep. 2024 |                           |
| Abraham Wolf           | Neustraße 24               |      | Hier wohnte Abraham Wolf Jg. 1866 deportiert 1942 Theresienstadt 1942 Treblinka ermordet                | 25. Juni 2024 |                           |
| Johanna Wolf           | Neustraße 24               |      | Hier wohnte Johanna Wolf Jg. 1868 deportiert 1942 Theresienstadt ermordet 12.6.1943                     | 25. Juni 2024 |                           |
| Flora Wolf             | Schmiedgasse 10            |      | Hier wohnte Flora Wolf geb. Friedmann Jg. 1873 deportiert 1942 Theresienstadt 1942 Treblinka ermordet   | 14. Sep. 2024 |                           |
| Josef Wolf             | Schmiedgasse 10            |      | Hier wohnte Josef Wolf Jg. 1905 Flucht 1937 USA                                                         | 14. Sep. 2024 |                           |
| Johanna Rubinstein     | Schmiedgasse 10            |      | Hier wohnte Johanna Rubinstein geb. Wolf Jg. 1905 deportiert 1942 Minsk ermordet in Maly Trostinec      | 14. Sep. 2024 |                           |
| Paul Rubinstein        | Schmiedgasse 10            |      | Hier wohnte Paul Rubinstein Jg. 1908 deportiert 1942 Minsk ermordet in Maly Trostinec                   | 14. Sep. 2024 |                           |
| Otto Wolf              | Schmiedgasse 10            |      | Hier wohnte Otto Wolf Jg. 1912 Flucht 1937 USA                                                          | 14. Sep. 2024 |                           |